# Răzvan Rădulescu
Răzvan Rădulescu (n. 23 octombrie 1969, București, România) este un romancier și scenarist român. Membru al Uniunii Scriitorilor din România.

## Date biografice
Răzvan Rădulescu s-a  născut la  23 octombrie 1969, la București. Este absolvent al Facultății de Litere, și al secției de Regie de operă a Academiei de Muzică. A fost membru al cenaclului Universitas, condus de Mircea Martin. În perioada 1991-1994, a fost lider de opinie al cenaclului Central și apoi al cenaclului Litere condus de poetul și prozatorul Mircea Cărtărescu.
A debutat în volumul colectiv Tablou de familie, alături de Mihai Ignat, Sorin Gherguț, T. O. Bobe, Svetlana Cârstean și Cezar Paul-Badescu.

## Lucrări publicate
- Închipuita existență a lui Raul Rizoiu (nuvelă) în antologia Tablou de familie
- Viața și faptele lui Ilie Cazane'' (roman) (1997)
- Teodosie cel Mic (roman), Editura Polirom, 2006[6]

## Autor de scenarii
- A fost coscenarist al filmelor lui Cristi Puiu, Marfa și banii, Moartea domnului Lăzărescu. A scris, în colaborare cu Cristi Puiu, scenariul filmului lui Lucian Pintilie, Niki și Flo și scenariul filmului lui Didi Danquart, Offset.
- Coscenarist, alături de Alex Baciu și Radu Muntean, al filmelor regizate de Radu Muntean Hîrtia va fi albastră, Boogie, Marți după Crăciun
- Coscenarist alături de Alex Baciu la filmul lui Radu Gabrea Călătoria lui Gruber
- Regizor și scenarist al filmului Felicia inainte de toate (împreuna cu partenera sa de viață Melissa de Raaf)

Scenariul pentru „Niki și Flo” e publicat în format electronic de Respiro.

## Filmografie
- Marele singuratic (1976)

### Scenarist
- Marfa și banii (2001) - în colaborare cu Cristi Puiu
- Niki Ardelean, colonel în rezervă (2003) - în colaborare cu Cristi Puiu
- Moartea domnului Lăzărescu (2005) - în colaborare cu Cristi Puiu